# Antigenshift

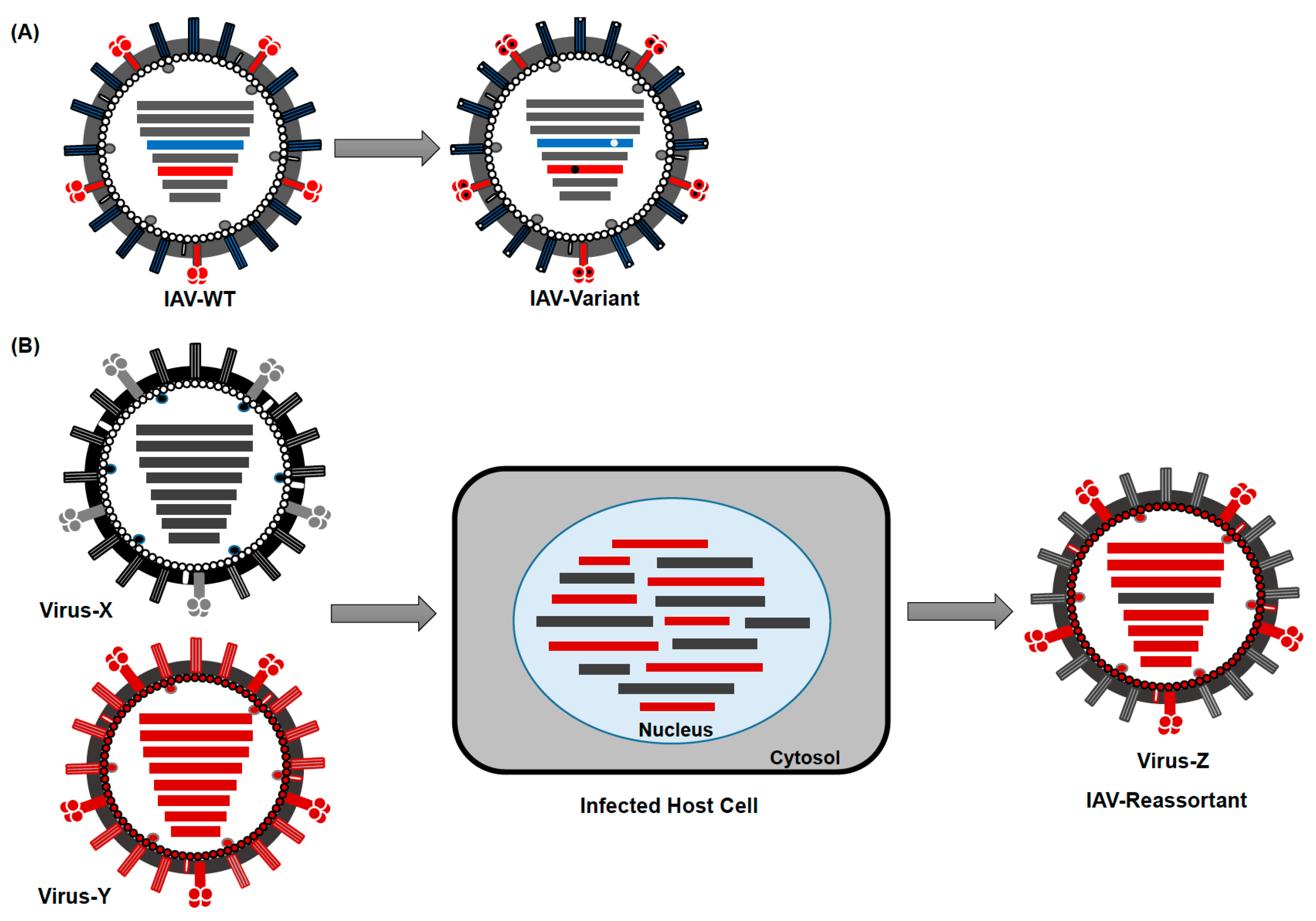
Antigendrift (a) und Antigenshift (b)

Antigenshift bezeichnet den Austausch genetischer Informationen zwischen verschiedenen Virusarten oder -subtypen. Dazu müssen die Viren ein segmentiertes Genom besitzen, damit einzelne Segmente zwischen den Viren innerhalb derselben Zelle während der Vermehrung vertauscht werden können; der genetische Vorgang selbst wird Reassortment bzw. Reassortierung genannt.

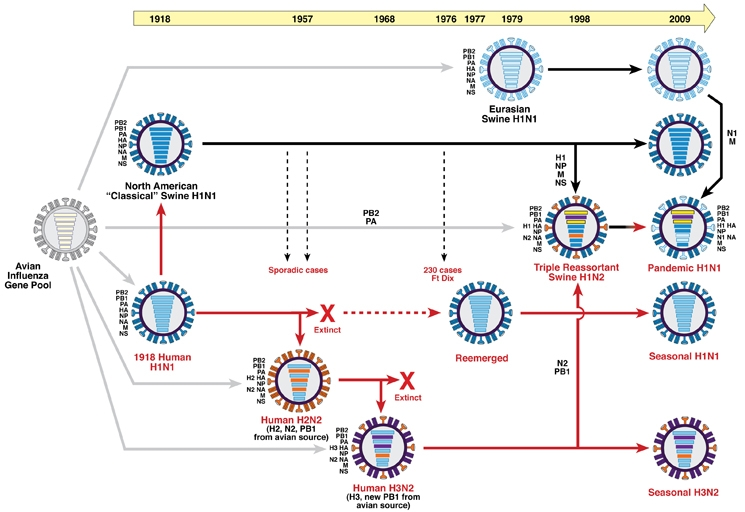
Reassortierung des Influenzavirus A von 1918 bis 2009

Der Ausdruck Antigenshift ist besonders von Influenzaviren bekannt, da ein Antigenshift zum Auftreten neuer pathogener Varianten führt und den Ausbruch weltweiter Pandemien verursacht. Im Gegensatz zur Antigendrift wird hier eben ein ganzes Gensegment ausgetauscht. Dadurch entstehen neue Subtypen mit neuen Kombinationen von Oberflächenantigenen (zum Beispiel Hämagglutinin und Neuraminidase bei Influenza A/H5N1). Bedingung für einen Antigenshift ist die gleichzeitige Infektion einer Wirtszelle (zum Beispiel im gemeinsamen Wirt Schwein oder Ente) durch unterschiedliche Virusstämme.